# Salvador Dalí (brano musicale)
Salvador Dalí è un brano musicale dei rapper italiani Marracash e Gué Pequeno, quinta traccia dell'album in studio Santeria, pubblicato il 24 giugno 2016 dalla Universal Music Group.

## Descrizione
Composto e registrato a Santa Cruz de Tenerife, in Spagna, si tratta del primo brano realizzato per l'album. Originariamente intitolato Illegali, i due rapper decisero di cambiare il tema lirico del brano rendendo omaggio alla figura del pittore spagnolo Salvador Dalí, in quanto hanno riscontrato una somiglianza nello stile di vita del pittore con quello dello stereotipo del rapper.

## Video musicale
Il video è stato girato tra Milano, Brunate e Garbagnate Milanese, con regia di Andrea Folino e Corrado Perria con il rapper Salmo come aiuto regista. È stato realizzato tra immagini e suggestioni richiamanti le opere del celebre pittore surrealista Salvador Dalí, ed è stato pubblicato il 6 ottobre del 2016.

## Classifiche
| Classifica (2016) | Posizione massima |
| ----------------- | ----------------- |
| Italia            | 25                |